# Troitskaja-lijn

De Moskouse metro in 2024, met ingetekend de geplande Kommoenarskaja-lijn

De Troitskaja-lijn is een radiale lijn van de Moskouse metro die loopt tussen de Centrale ringlijn en Novomoskovsk, een annexatie ten zuiden van de MKAD.  
De eerste vier stations zijn op 7 september 2024 geopend, het is de bedoeling dat de andere drie stations van deeltraject 1 in december 2024 worden geopend en deeltraject noord begin 2025. Het zuidelijke deel van 15,2 km naar Troitsk met 6 stations zal in 2028 worden geopend en daarmee zal het de lijn met het langste deel buiten de MKAD worden. 

## Geschiedenis

### Achtergrond
Al vanaf 1984 werden gebieden buiten de MKAD aan de gemeente Moskou toegevoegd om de bouw van nieuwe woonwijken mogelijk te maken. Deze stukken grond waren doorgaans niet veel groter dan een wijk. In 1985 werd geopperd om randlijnen om het centrum heen te bouwen om knelpunten in de metro te ondervangen. In 1987 volgde een uitgewerkt plan met vier randlijnen waaronder de zuidoost randlijn die de basis vormt voor de Kommoenarskaja-lijn. In 2012 volgde een ruime verdubbeling van de oppervlakte van de gemeente door een gebied aan de zuidwestkant van de MKAD aan Moskou toe te voegen. Dit gebied rond de Kaloezjskoje Sjossee kent al een aantal dorpen, waaronder Kommoenarka, en zou worden gebruikt voor zowel bedrijfsterreinen als woningbouw. Om de bewoners en bedrijven een verbinding met de stad te bieden werd een nieuwe metrolijn gepland. Deze Kommoenarskaja-radius volgt binnen de MKAD ruwweg het zuidelijke deel van het ontwerp voor de zuidoost randlijn uit 1987. Hierbij was er geen sprake van verlenging van een bestaande lijn maar werd tussen bestaande lijnen, hier lijn 1 en lijn 9, extra capaciteit gecreëerd.  Aanvankelijk zou de lijn haar zuidelijke eindpunt bij het dorp Kommoenarka krijgen, in 2019 werd dat het ruim 15 kilometer zuidelijker gelegen Krasnaja Pahra op 45 kilometer ten zuiden van het Kremlin.

### Voorbereidingen
Op 19 mei 2014 tekende de Moskouse burgemeester Sergej Sobjanin tijdens een bezoek aan China een overeenkomst voor de aanleg van de Kommoenarskaja-lijn. Hierbij werd afgesproken dat Chineese investeerders het traject Novatorskaja – Kommoenarka voor hun rekening zouden nemen. Hierdoor kon de aanleg van de lijn eerder worden gestart. De Chinezen mochten in ruil hiervoor vastgoed ontwikkelen rond de eindpunten van de lijn waarvan ze met de opbrengst van de verkoop ook de metrobouw kunnen terugverdienen.
Op 26 juni 2014 werd, met opdracht 84 aan het stedelijke ontwerpbureau, de voorbereiding gestart van de radiale lijn naar Roebljovo, hierbij was tevens voorzien in een verbinding tussen Oelitsa Novatorov en Delovoj Tsentr via Sportivnaja zodat de Roebljovo-radius en de Kommoenarka-radius één lijn zouden vormen. Dit werd ook ingetekend in het ontwikkelingsplan van de metro uit 2015.
Op 25 augustus 2014 werd de aanbesteding geopend voor twee deeltrajecten die zowel depots, stations en aansluitingen omvatten. Het eerste deeltraject ligt tussen Novatorskaja en de MKAD voornamelijk onder de Leninlaan. Het tweede deeltraject ligt ten zuiden van de MKAD en eindigt bij het bestuurs en zakencentrum van Kommoenarka. In november 2014 werden de besprekingen met de Chinezen echter opgeschort door een devaluatie van de Roebel. De voorbereidingen werden, in afwachting van een nieuwe begroting, wel voortgezet op kosten van de gemeente.
In februari 2017 werd bekendgemaakt dat voor de bouw ongeveer 500 Chineese technici met vier tunnelbouwmachines  de aanleg ter hand zullen nemen. Op 1 juli 2017  liet loco-burgemeester Marat Choesnoellin weten dat de ontwerpfase was voltooid en eind 2017 werden de aannemers gekozen. De kosten werden geschat op 90 mrd Roebel. In september 2017 werd aangekondigd dat ook de aanleg van het deeltraject naar Troitsk, ten zuiden van Kommoenarka nog in 2018 kon beginnen. De kosten van de aanleg van de lijn werden geschat op ongeveer 90 miljard roebel. Het was de bedoeling om vanaf Novatorskaja aan de Grote Ringlijn naar het zuiden te bouwen op geringe diepte. In tegenstelling tot de plannen begon de aanleg niet in 2018 maar pas in de zomer van 2019. 
In november 2017 werd besloten dat de lijn binnen de Grote Ringlijn nog drie stations zou krijgen en daarmee 7,3 km langer zou worden (deeltraject noord), dit in plaats van de verbinding met de Roebljovo-radius. 
In maart 2018 werd aanbesteding aangekondigd voor de bouw van stations en tunnels tussen Oelitsa Novatorov en Kommoenarka en de toewijzing zou op 3 april volgen.
In januari 2019 keurde de Moskouse commissie voor ruimtelijke ordening het bestemmingsplan goed voor het gebied tussen Oelitsa Novatorov en het nieuwe noordelijke eindpunt Sebastopolskij prospekt. 
Op 19 juni 2019 begon de bouw van station Oeniversitet Droezjby Narodov en op 17 juli waren de bouwwerkzaamheden bij alle stations van deeltraject 1 begonnen.
Op 26 augustus 2019 maakte de burgemeester van Moskou bekend dat de lijn ten zuiden van Kommoenarka zou worden doorgetrokken naar Troitsk, iets noordelijker dan Krasnaja Pahra. Op dat moment was er sprake van 14,6 km met 6 stations dat tussen Sosenki en Desna bovengronds zou liggen.
In de uitschrijving uit het najaar van 2020 is al sprake van Troitskaja, hetgeen op 20 juli 2021 per decreet van de burgemeester de naam van de hele lijn werd. 
Op 7 september 2021 werd de, in 2016 voorgestelde, verlenging naar ZiL goedgekeurd.
In juni 2023 werd het tracébesluit voor de 9,3 km tussen Kommoenarka en Kedrovaja (deeltraject 2) goedgekeurd en in oktober 2023 volgde de goedkeuring voor de laatst 5,9 km naar Troitsk (deeltraject zuid).

## Metrostations
De lijnkleur Smaragd werd gekozen door een stemming op het inspraakportaal Actieve burger die was uitgeschreven door burgemeester Sobjanin. In de documentatie en op kaarten wordt het lijnnummer 16 gebruikt, een hoger dan de eerder geopende Nekrasovskaja-lijn al is het de 15e metrolijn. De nummer kunnen nog gewijzigd worden aangezien er plannen bestaan om deze lijnen samen te voegen net als eerder gebeurd is met de Kalininskaja en Solntsevskaja lijn.
| Station                       | Overstappunt | Foto | Geopend          | Opmerkingen       |
| ----------------------------- | ------------ | ---- | ---------------- | ----------------- |
| ZIL                           |              |      |                  | deeltraject noord |
| Krymskaja                     |              |      |                  | deeltraject noord |
| Akademitsjeskaja              |              |      |                  | deeltraject noord |
| Vavilovskaja                  |              |      |                  | deeltraject noord |
| Novatorskaja                  |              |      | 7 september 2024 | deeltraject 1     |
| Oeniversitet Droezjby Narodov |              |      | 7 september 2024 | deeltraject 1     |
| Generala Tjoeleneva           |              |      | 7 september 2024 | deeltraject 1     |
| Tjoettsjevskaja               |              |      | 7 september 2024 | deeltraject 1     |
| Kornilovskaja                 |              |      | 28 december 2024 | deeltraject 1     |
| Kommoenarka                   |              |      | 28 december 2024 | deeltraject 1     |
| Novomoskovskaja               |              |      | 28 december 2024 | deeltraject 1     |
| Sosenki                       |              |      |                  | deeltraject 2     |
| Letovo                        |              |      |                  | deeltraject 2     |
| Desna                         |              |      |                  | deeltraject 2     |
| Kedrovaja                     |              |      |                  | deeltraject 2     |
| Vatoetinki                    |              |      |                  | deeltraject zuid  |
| Troitsk                       |              |      |                  | deeltraject zuid  |

## Chronologie

### 2016
- November 2016: Begin van de voorbereiding van de locaties en verlegging van leidingen rond de toekomstige metrolijn naar het dorp Kommoenarka.

### 2019
- Juli 2019: Begin van de bouw van de zeven stations van bouwdeel 1 (Novatorskaja-Kommoenarka) van de lijn.
- 25 november 2019: Begin van het boren van de eerste tunnelbuis van de lijn tussen Oeniversitet Droezjby Narodov en Novatorskaja. Deze linker tunnelbuis, tot op een diepte van 30 meter en 2,7 km lang, was op 4 december 2020 gereed.
- December 2019: Begin van het boren van de rechter tunnelbuis van de lijn tussen Oeniversitet Droezjby Narodov en Novatorskaja.

### 2020
- Februari 2020: Begin van het boren van de rechter tunnelbuis tussen Slavjanski Mir en Generala Tjoeleneva. In juli 2020 was deze tunnelbuis gereed.
- Maart 2020: Begin van de bouw van:
  - De linker tunnelbuis tussen de stations Slavjanski Mir en Generala Tjoeleneva. In juli 2020 was deze tunnelbuis gereed.
  - De tunnelbuizen tussen de stations Mamyri en Slavjanski Mir.
- April 2020: De bouw van de linker tunnelbuis tussen Oeniversitet Droezjby Narodov en Generala Tjoeleneva begint.
- Mei 2020: Begin van de aanleg van een verbindingstunnel tussen de Grote Ringlijn en de Troitskaja-lijn bij Novatorskaja.
- November 2020: De linker tunnelbuis tussen Mamyri en Slavjanski Mir en de verbindingstunnel bij Novatorskaja zijn gereed.

### 2021
- Januari 2021: De bouw van de rechter tunnelbuis tussen Mamyri en Batsjoerinskaja begint.
- Februari 2021: De bouw van de linker tunnelbuis tussen Mamyri en Batsjoerinskaja begint.
- 20 december 2021 : Tunnelboormachine, type S-831, Marina begint met het boren van de 2470 meter lange tunnelbuis (buitenbocht) van Vavilovskaja naar Akademitsjeskaja.

### 2022
- 18 januari 2022 : Tunnelboormachine Olga begint met het boren van de 2450 meter lange tunnelbuis (binnenbocht) van Vavilovskaja naar Akademitsjeskaja.
- 25 februari 2022: Tunnelboormachine Ljoedmilla begint met het boren van de linker tunnelbuis tussen van Vavilovskaja en Novatorskaja.
- 12 maart 2022: Tunnelboormachine Svetlana begint met het boren van de rechter tunnelbuis tussen van Vavilovskaja en Novatorskaja.
- 30 augustus 2022: Begin van de aanleg van de rechter tunnelbuis onder de Moskva tussen Krymskaja en ZiL.
- 9 september 2022: Voltooiing van de 1050 meter lange rechter tunnelbuis tussen de stations Vavilovskaja en Novatorskaja.
- 23 september 2022: Begin van de aanleg van de linker tunnelbuis onder de Moskva tussen Krymskaja en ZiL.
- 7 oktober 2022:Voltooiing van de 1407 meter lange linker tunnelbuis tussen de stations Vavilovskaja en Novatorskaja.
- 18 oktober 2022: Tunnelboormachine Natalia begint met het boren van de linker tunnelbuis tussen Akademitsjeskaja en Krymskaja.
- 18 november 2022: Tunnelboormachine Svetlana begint met het boren van de rechter tunnelbuis tussen Akademitsjeskaja en Krymskaja.
- 26 december 2022: Voltooiing van de twee tunnelbuizen tussen Vavilovskaja en Akademitsjeskaja. De bouw van de vier tunnelbuizen, de laatste van het noordelijke deel van de lijn, die aan weerszijden van Krymskaja aansluiten is in volle gang.

### 2023
- 17 november 2023: De bouw van een ruim veertig meter diepe ventilatieschacht tussen de stations Vavilovskaja en Akademitsjeskaja is voltooid.
- 28 december 2023: Tunnelboormachine Olga begint met het boren van de verbindingstunnel tussen de opstelsporen van Kommoenarka en het depot bij Stolbovo.

### 2024
- 27 februari 2024: De linker tunnelbuis tussen Krymskaja en ZiL is gereed.